# レッドデビル (鉄道車両)
レッドデビル（英語: Red Devil）は、アメリカのシンシナティ車両会社（ Cincinnati Car Company）で製造され、シンシナティ・アンド・エリー湖鉄道（Cincinnati and Lake Erie Railroad）に導入されたインターアーバン向け電車の愛称である。

## 概要
シンシナティ・アンド・ダイトン軌道（Cincinnati, Hamilton and Dayton Railway）を中心に周辺のインターアーバン鉄道を合併する形で設立されたシンシナティ・アンド・エリー湖鉄道では、それまで使用されていた旧型電車に代わる、軽量かつ高速、そして運用コストが安価な新型電車の導入が決定した。それを受けてGEやウェスティングハウス、ブリルなど各地の鉄道車両メーカーとの検討が行われた末、1929年からシンシナティ車両会社によって製造が開始されたのが、レッド・デビルの愛称を持つ一連の電車である。
車体は台枠こそ鋼製であったが車体外板にアルミニウムを使用し軽量化に貢献した。だが経年劣化により外板と台枠の間の腐食が進み、最終的に車体の一部を鋼製の部品に置き換えている。モーターはGEおよびウェスティングハウス（WH）で製造された小型かつ軽量構造のものを使用し、1両に4基搭載されていた。車輪も直径710mmと小さく、低床化を実現している。制御装置は高速運転に適した弱め界磁制御を採用した。
連結運転は考慮されていなかったため連結器は設置されておらず、多客時には続行運転で対応していた。

## 運用
20両が製造され、うちGE製のモーターを搭載した10両（110～119）は座席車、WH製造のモーターを持つ10両（120～129）はパーラーカーとして製造された。
座席車の着席定員は44人で、車内には荷物室やトイレも設置されていた。1930年にはデモンストレーションとしてレッド・デビルと飛行機による競争が行われ、時速156km/h（97マイル）を記録したレッド・デビルが勝利を収めている。
高速運転を実現させたレッド・デビルの導入により乗客数は大幅に増加したものの、その後のモータリーゼーションや不況による乗客減少は避けられず、1939年をもってシンシナティ・アンド・エリー湖鉄道は廃止された。レッド・デビルは19両が他のインターアーバンへ譲渡され、1953年まで使用されていた。